# Geledés - Instituto de la Mujer Negra
El Geledés - Instituto da Mulher Negra o simplemente Geledés es una organización política brasileña de mujeres negras en contra el racismo y el sexismo, que tiene como objetivo principal erradicar la discriminación presente en la sociedad con énfasis en las mujeres negras del Brasil, sin desalentar la lucha contra todas las demás formas de discriminación, tales como la homofobia, la discriminación basada en prejuicios regionales, de credo, de opinión y de clase social, ya que todos aquellos sujetos a discriminación se ven afectados por la desigualdad que tiende a restringir el disfrute de la ciudadanía plena. Su nombre deriva del Guelede, una festividad yoruba que es una etnia de suma importancia en la historia de los esclavos en el Brasil.
Es una de las ONG feministas negras más grandes del Brasil que cuenta con varias campañas y acciones significativas en contra el racismo y el machismo.
El instituto Geledés actúa en áreas de acción política y social, desarrollando proyectos propios o apoyando los de otras organizaciones afines, en temas de género, raza, educación, salud, comunicación, mercado de laboral, investigación, políticas públicas y todas las interacciones que estos temas lleguen a tener, también con los derechos humanos. Busca mantener todos sus canales de comunicación referentes a todos los eventos relacionados con el sector de los derechos humanos,  actualizados, buscando ampliar noticias mundiales e información sobre los proyectos en curso.